# Trox quadridens
Trox quadridens är en skalbaggsart som beskrevs av Blackburn 1892. Trox quadridens ingår i släktet Trox och familjen knotbaggar. Inga underarter finns listade i Catalogue of Life.